# Tyniec nad Ślęzą (gromada)
Tyniec nad Ślęzą (alt. Tyniec n/Ślęzą) (do 31 XII 1959 Pustków Wilczkowski) – dawna gromada, czyli najmniejsza jednostka podziału terytorialnego Polskiej Rzeczypospolitej Ludowej w latach 1954–1972.
Gromady, z gromadzkimi radami narodowymi (GRN) jako organami władzy najniższego stopnia na wsi, funkcjonowały od reformy reorganizującej administrację wiejską przeprowadzonej jesienią 1954 do momentu ich zniesienia z dniem 1 stycznia 1973, tym samym wypierając organizację gminną w latach 1954–1972.
Gromadę Tyniec n/Ślęzą z siedzibą GRN w Tyńcu n/Ślęzą utworzono – jako jedną z 8759 gromad na obszarze Polski – w powiecie wrocławskim w woj. wrocławskim, na mocy uchwały nr 32/54 WRN we Wrocławiu z dnia 2 października 1954. W skład jednostki weszły obszary dotychczasowych gromad Tyniec n/Ślęzą i Biskupice ze zniesionej gminy Żórawina oraz Jaszowiec i Pustków Wilczkowski ze zniesionej gminy Sobótka w tymże powiecie. Dla gromady ustalono 15 członków gromadzkiej rady narodowej.
1 stycznia 1960 do gromady Tyniec nad Ślęzą włączono Dobkowice i Damianowice ze zniesionej gromady Ręków w tymże powiecie, po czym gromadę Tyniec nad Ślęzą zniesiono, przenosząc siedzibę GRN z Tyńca nad Ślęzą do Pustkowa Wilczkowskiego i zmieniając nazwę jednostki na gromada Pustków Wilczkowski.